# Паратмари
Паратма́ри (рос. Паратмары, марій. Паратмарий) — село у складі Гірськомарійського району Марій Ел, Росія. Входить до складу Виловатовського сільського поселення.

## Населення
Населення — 92 особи (2010; 112 у 2002).
Національний склад (станом на 2002 рік):
- гірські марійці — 63 %
- марі — 36 %